# MUSCULAR (programa de vigilância)

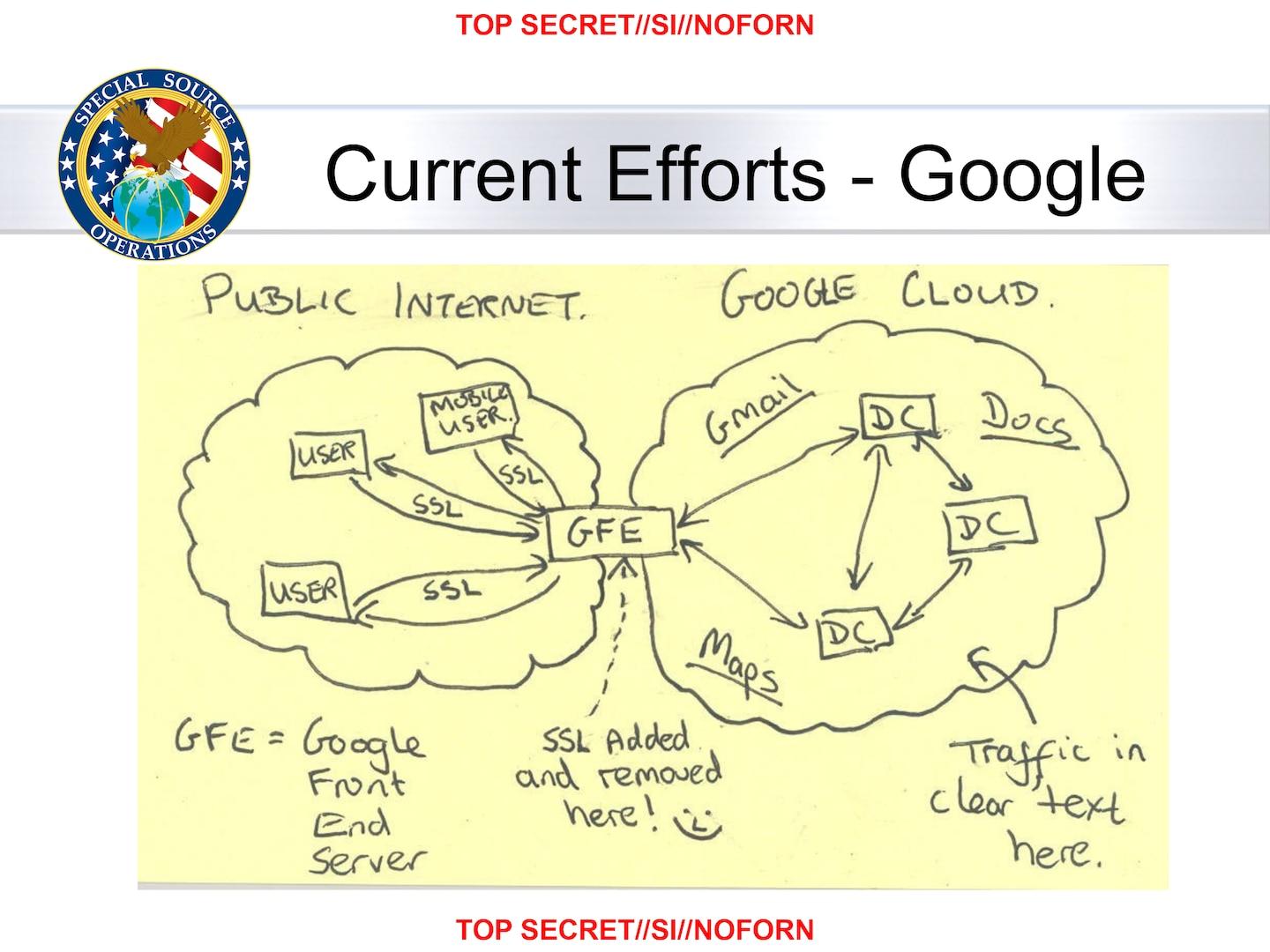
Desenho entre os documentos - Nuvem do Google com a face sorrindo ironicamente que irritou aos engenheiros do Google

MUSCULAR (programa de vigilância) é um dos programas do sistema de vigilância global operado conjuntamente pela NSA e pelo serviço de informações britânico, o GCHQ. Atraves do MUSCULAR (DS-200B), o GCHQ e a NSA secretamente invadiram os principais enlaces de comunicação dos centros de processamento de dados do Yahoo! e do Google ao redor do mundo, tendo acesso aos dados da nuvem de ambos.
Informações sobre sobre o programa foram reveladas pela primeira vez em outubro de 2013.
O operador principal do programa é o GCHQ britânico, que faz parte do grupo dos chamados  "Cinco Olhos":Estados Unidos, Canadá, Austrália, Nova Zelândia e Reino Unido.
Um dos slides de uma apresentação da NSA sobre o programa mostra como este funciona e apresenta um rosto com um sorriso indicando o sucesso da NSA em invadir os sistemas alvo. Em palestra em abril de 2014, o jornalista Barton Gellman disse que quando os engenheiros do Google viram o slide, responderam furiosamente ao ataque ao sistema do Google. Foi também este slide um dos fatores importantes em convencer o jornal Washington Post da necessidade e importância de publicar os documentos revelados por Edward Snowden.

## Visão Geral
O programa é executado em conjunto por:
- - GCHQ do Reino Unido
- - National Security Agency (NSA)

Em 30 dias de dezembro de 2012 a janeiro de 2013, o MUSCULAR coletou mais de 181 milhões de dados ao redor do mundo. Ele é um de pelo menos quatro programas de vigilância que , em conjunto, são chamados de WINDSTOP. Um outro programa parte do WINDSTOP conhecido apenas pelo codigo DS-300 and NOME DE CODIGO INCENSER, COLETOU 14 bilhões de dados no mesmo periodo.

## Detalhes técnicos
De acordo com uma nota em uma apresentação de slides vazada, o exploit foi possível porque os dados eram trafegados sem criptografia dentro do datacenter da Google, o "Google Front End Servers" sendo responsável por remover e adicionar TLS na borda (entre a rede privada da Google e a internet pública). Após a divulgação dessa informação, a Google afirmou estar trabalhando na implementação de criptografia em sua rede interna.
De acordo com o The Washington Post, o MUSCULAR coletava mais dados do que o PRISM, tanto é que, quando a Yahoo! realizou uma migração de servidores de email entre datacenters, o banco de dados PINWALE da NSA foi sobrecarregado com o grande influxo de dados produzido pelo MUSCULAR.

## Galeria de Imagens

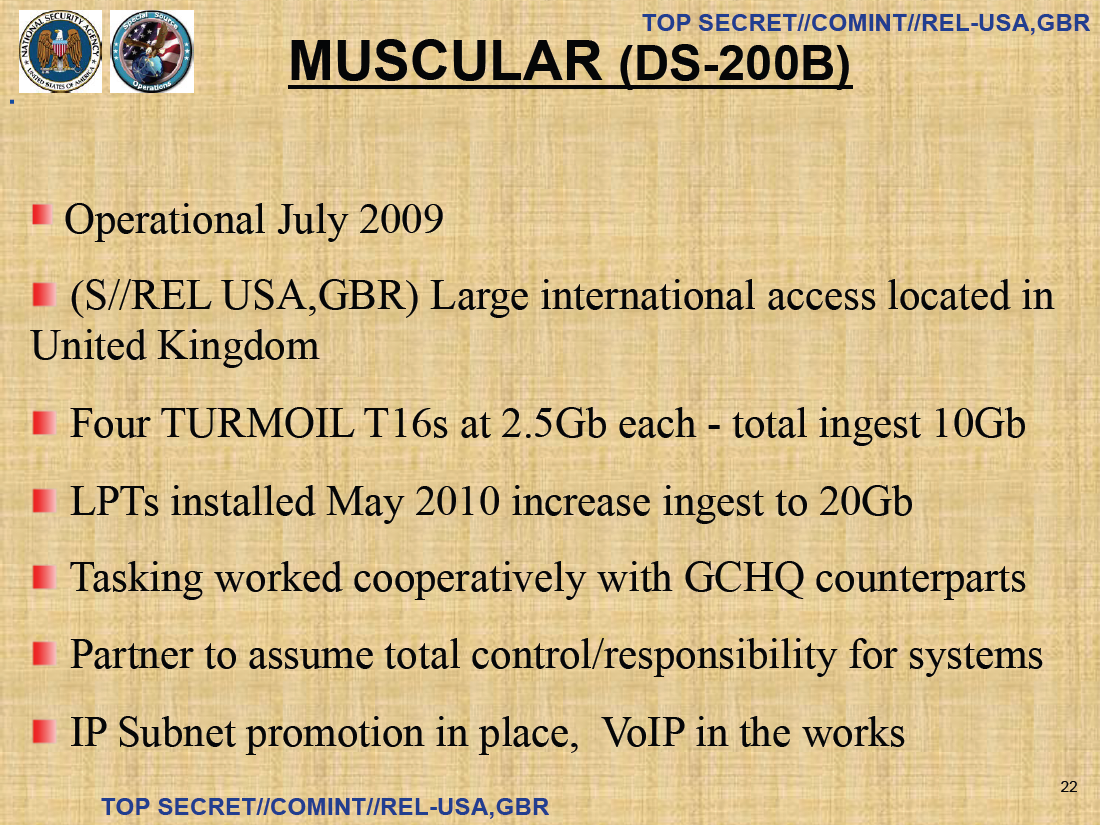
Slide da Operações de Fonte Especial (SSO) - NSA - Capacidade do MUSCULAR]]